# Empire Earth
Empire Earth – komputerowa strategiczna gra czasu rzeczywistego wyprodukowana przez Stainless Steel Studios i wydana w 2001 roku przez Sierrę Entertaniment. Akcja gry obejmuje czas od prehistorii aż po fikcyjną epokę nanocyfrową. W grze występuje kilkanaście różnych cywilizacji, od Babilonu po Stany Zjednoczone. Zadaniem gracza jest rozbudowa własnej cywilizacji i zniszczenie komputerowych wrogów.
Do gry został wydany dodatek o nazwie Empire Earth: Sztuka Podboju.

## Rozgrywka

### Kampanie
W grze Empire Earth są dostępne cztery kampanie: grecka, angielska, niemiecka i rosyjska.
- Kampania grecka – w tej kampanii gracz kieruje Grekami od założenia Aten przez wojnę trojańską i wojny peloponeskie aż do czasów Aleksandra Macedońskiego.
- Kampania angielska – kampania ta obejmuje okres od czasów Wilhelma Zdobywcy do Bitwy pod Waterloo.
- Kampania niemiecka – w tej kampanii gracz kieruje niemieckimi generałami, od I wojny światowej, aż po koniec II wojny światowej
- Kampania rosyjska – jedyna kampania fikcyjna w tej grze, w której gracz walczy na terenach Rosji i dawnego ZSRR.